# 高元海
高元海（6世纪—578年），北齐皇族，表字季文，勃海郡蓨县（今河北景县西）人。高欢侄孙，高思宗的儿子。

## 生平
高元海入官累進散騎常侍。自请入林虑山修行佛法，得到齐文宣帝的許可。经过二年，求道意志不能贯彻而复职。征复本任，便纵酒肆情，广纳姬侍。又兼领军。
皇建二年（561年）齐孝昭帝赴晋陽，右丞相、長广王高湛留守鄴都（今河北临漳西南），以高元海为散騎常侍典掌机密。前一年，孝昭帝没有继位之前想要杀死楊愔掌握权力，许诺高湛说，事成封为皇太弟。孝昭帝即位，立儿子高百年为皇太子。高湛大为不满。太史向孝昭帝進言「北城有天子气」，当时有童謡「中興寺内白鳧翁、四方側聴聲雍雍、道人聞之夜打鐘」流布。有人解释謡中「鳧翁」指長广王高湛，「道人」指先帝·济南王高殷。孝昭帝对济南王復位保持警惕，派遣平秦王高归彦回到鄴都把济南王带回晋陽。高湛为自身安全考虑，召高元海相談。高元海通夜不眠而得，进在邺举兵三策。建议高湛数騎入晋陽，向太后哭訴取得同情，之后终生不再掌握大权，为上策；请求担任青、齐二州刺史，躲避非议，作为中策，拥立济南南王起兵为下策。高湛对下策感兴趣，但是不敢决断，经占卜及召曹魏祖问国事，皆示举兵不利。最后派数百騎送济南王到晋陽，济南王被害。
孝昭帝去世後，高湛即位为武成帝，高元海担任侍中、開府儀同三司、太子詹事。高元海常常说高归彦的坏话，高归彦谋反被杀。河清二年（563年），和士開誣告高元海，武成帝命令打高元海六十下马鞭，斥责说：“你以前唆使我反叛，以弟弟反叛兄长，多么不义！用邺城的兵力抵抗并州，多么愚笨！”贬出朝廷为兗州刺史。武平三年（572年）二月初九，齐后主任命高元海为尚書右僕射，祖珽想要独掌朝政。高元海後妻是陸令萱的外甥女，高元海屡次把陆令萱的密话告诉祖珽。祖珽想要做领军，齐后主同意了，高元海秘密上奏：“孝徵（祖珽）汉人，两目又盲，岂可为领军！”并说祖珽和广宁王高孝珩有勾结，因此中止任命。祖珽向后主自辨：“臣和高元海素来有怨，一定是高元海诽谤。”后主以实相告，祖珽说高元海和司农卿尹子华等人结成朋党。他把高元海泄露的密话告诉陆令萱，陆令萱大怒，把高元海贬为郑州刺史。武平七年（576年）平陽之战战敗，齐后主逃回鄴城，召還高元海为尚書令。承光元年（577年），投降北周。北周建德七年（578年）以在鄴城计划反周之罪，被北周处死。